# Хаус, Саймон
Саймон Хаус (англ. Simon House; 29 августа 1948, Ноттингем, Англия — 25 мая 2025) — британский рок-музыкант с классическим образованием; композитор, аранжировщик, клавишник и скрипач, наибольшую известность получивший как участник спейс-рок-группы Hawkwind. В числе известных музыкантов, с которыми сотрудничал Хаус, — Дэвид Боуи, Japan, Майкл Олдфилд.

## Биография
Саймон Хаус родился в Ноттингеме 29 августа 1948 года в музыкальной семье: отец играл на саксофоне, кларнете, банджо и виолончели. Мальчик с раннего возраста заинтересовался музыкой; его первым увлечением были биг-бэнды: Бенни Гудман, Арти Шоу, Джонни Хьюз. Начиная с 11 лет, когда он из начальной школы перешёл в среднюю, Саймон Хаус стал играть на скрипке. С этих пор он занимался исключительно классической музыкой — вплоть до возникновения The Beatles, группы, тут же изменившей его музыкальные вкусы.
Со скрипкой Саймон Хаус не расставался в течение семи лет. Он играл в нескольких оркестрах, в том числе и в отцовском, который назывался The Mansfield and District Light Orchestra. Затем он поступил в университет, но (под влиянием новых, «психоделических» настроений) бросил учёбу и стал перебиваться мелким заработками. В 1968 году Саймон Хаус вместе с Тони Хиллом (Tony Hill), Питом Павли (Pete Pavli) и Роджером Хэдденом (Roger Hadden) образовал High Tide; сначала играл на бас-гитаре, затем вернулся к скрипке. Уэйн Борделл, менеджер группы, вскоре подписал для неё контракт с агентством Clearwater Productions, которым руководил промоутер Дуг Смит Для творчества группы были характерны усложнённые песенные структуры, но вместе с тем — и активное использование импровизаций. «Мы выпустили пару альбомов, а потом… в общем, сгорели», — вспоминал Хаус.
Вскоре после распада коллектива Хаус узнал, что Third Ear Band ищут скрипача: музыканта приняли в группу исключительно благодаря репутации, без прослушивания. В этом составе он принял участие в работе над саундтреком к фильму Романа Полански Macbeth. Группа, как вспоминал Хаус, была особенно популярна в Италии. В 1972 году он перешёл в Magic Muscle, затем в 1973 году некоторое время выступал в составе Barclay James Harvest. В 1974 он посетил концерт Hawkwind (группы, которую знал ещё как Band X, будучи участником High Tide) в Edmonton Sundown и вскоре после этого, перед самым началом американского турне, вошёл в состав ансамбля. Не получив разрешения на работу, он всё же ухитрился выступить в нескольких концертах, а после возвращения приступил с новыми коллегами к работе над альбомом Warrior on the Edge of Time.
Хаус принял также участие в рабоет над альбомами Майкла Муркока «New World’s Fair» (где он вновь встретился с Питом Павли, в прошлом — коллегой по High Tide) и Боба Калверта «Lucky Leif and the Longships». «Он был очень креативным и очень странным человеком. Нередко переваливался через край, но каждый раз возвращался», — вспоминал он о последнем. При этом Хаус говорил, что в прекрасных отношениях был всегда и с Броком. Пережив «чистку» 1976 года, когда были уволены Тёрнер, Пауэлл и Рудолф, Хаус принял также участие в записи альбома Quark, Strangeness and Charm.
Умер 25 мая 2025 года в возрасте 76 лет.

## Дискография

### Альбомы

#### High Tide
- Sea Shanties (1969)
- High Tide (1970)
- The Flood (1990)
- Sinister Morning (1970)

#### Third Ear Band
- Macbeth (1972)

#### Hawkwind
- Hall of the Mountain Grill (1974)
- Warrior on the Edge of Time (1975)
- Astounding Sounds, Amazing Music (1976)
- Quark, Strangeness and Charm (1977)
- PXR5 (1979)
- Lord of Light (1987)
- Space Bandits (1989)
- Palace Springs (1990)
- Live in Nottingham 1990 (2004)
- Anthology, 1967—1982 (1998)
- Stasis: The U.A. Years, 1971—1975 (2003)
- Yule Ritual (2002)
- Canterbury Fayre 2001 (2002)
- The Weird Tapes No. 5: Live '76 & '77 (2001)

### Michael Moorcock & The Deep Fix
- New Worlds Fair (1975)

### Robert Calvert
- Lucky Leif and the Longships (1975)
- Hype: Songs of Tom Mahler (1981)

### David Bowie
- Stage (1978)
- Lodger (1979)
- Sound + Vision (2001)

### Japan
- Tin Drum (1981)
- Gentlemen Take Polaroids/Tin Drum/Oil on Canvas (1994)
- Exorcising Ghosts (2004)

### David Sylvian
- Everything and Nothing (2000)

### Thomas Dolby
- She Blinded Me With Science (1982)
- The Golden Age of Wireless [Re-Released Version](1982)
- The Best of Thomas Dolby: Retrospectacle (1994)

### Michael Oldfield
- The Complete Mike Oldfield (1985)

### Magic Muscle
- One Hundred Miles Below (1989)

### Nik Turner
- Prophets of Time (1994)
- Transglobal Friends and Relations (2000)

### Simon House
- Yassasim (1995)
- Spiral Galaxy Revisited (2005)